# I'm the Drama
I'm the Drama è un singolo della cantante statunitense Bebe Rexha, pubblicato il 28 giugno 2024 dalla Warner Records.

## Descrizione
I'm the Drama è un brano pop composto in chiave di Si bemolle minore con un tempo di 125 battiti per minuto. È stato scritto dalla stessa cantante con la collaborazione Caitlin Stubbs, Hannah Boleyn e Jimmy James, ed è stato prodotto James e Punctual.

## Video musicale
Il videoclip, diretto da Jak Payne, è stato pubblicato il 15 agosto 2024 sul canale YouTube della cantante.

## Tracce
Download digitale
1. I'm the Drama – 2:36